# 泰國隆粒鯰
泰國隆粒鯰，為輻鰭魚綱鯰形目粒鯰科的其中一種，為熱帶淡水魚，分布於亞洲泰國Tapi河流域，體長可達3公分，棲息在水質清澈、岩石底質的溪流底層水域，生活習性不明。